# Дивні люди (книга)
Дивні люди — книга українського письменника, репортера і мандрівника Артема Чапая. Потрапила у список найкращих українських книг 2019 року за версією Українського ПЕН.

## Опис
Автор охарактеризував піджанр роману як «поему-рондель», за його словами це відсилка до роману «Мертві душі» Гоголя, який було підписано «поема». Попри велику різницю, «Дивні люди» — це також спроба зобразити людські типажі епохи.
За словами Артема Чапая, після написання роману він боявся, чи зможе колись написати щось краще, «чи не стану автором „Дивних людей“, який також писав дещо інше».
Перша презентація «Дивних людей» відбулася 21 вересня 2019 під час Форуму видавців у Львові.

## Сюжет
Розповідь ведеться від першої особи головного героя — Степана Вовка, який вважає себе неандертальцем. Він виріс у науково-дослідному інституті разом з іншими особливими дітьми. У 18 років він залишає інститут і мандрує Східною та Центральною Україною.

## Критика
За словами Ірени Карпи, «Дивні люди» — це «неймовірно ніжна, гуманістична і цікава книжка».
На думку Євгена Лакінського, «Чапай написав класичний мономіф, відомий також як „подорож героя“», це «українська версія „Фореста Гампа“. Хоча теж ні: тут герой цілком розумний і навіть інтелектуальний… але неймовірно наївний».

## Рецензії
- Євген Лакінський. «То пан іще й неандерталець?» «Дивні люди» Артема Чапая: про Україну з любов'ю і гумором // Texty.org.ua, 18.10.2019
- Зоя Шевчук. Хуже, ніж хижак: рецензія на роман Артема Чапая «Дивні люди» // ЛітАкцент, 24.02.2020